# Chonocephalus collini
Chonocephalus collini är en tvåvingeart som beskrevs av Ronald Henry Lambert Disney 2002. Chonocephalus collini ingår i släktet Chonocephalus och familjen puckelflugor. Inga underarter finns listade i Catalogue of Life.